# Universitatea Brown
Universitatea Brown (în engleză Brown University) este o universitate privată, aflată în orașul Providence, statul Rhode Island, Statele Unite.
A fost fondată în 1764 sub numele de Rhode Island College. A fost redenumit Brown University în 1804. Brown este un membru al Ivy League și este unul dintre cele nouă Colegii coloniale ce au fost fondate înainte de Revoluția americană.
Este considerată ca fiind una dintre cele mai bune universități din Statele Unite, conform „Times Higher Education”.

## Istoria
Universitatea a fost fondată pe martie 3, 1764 sub numele de Rhode Island College. Acesta a fost inițial situat în Warren, Rhode Island. În 1770, Universitatea sa mutat la Providence, Rhode Island.
Universitatea poartă numele lui Nicholas Brown, Jr., un om de afaceri care a donat 5.000 USD pentru fondarea universității.

## Studii academice

### Admitere
Din 38.674 de aplicanți, Brown a selectat 2.551  în 2019 pentru a forma o promoție, la o rată de 6.6%.

### Clasamente
În 2020 Brown a fost plasată pe locul 5 de către Wall Street Journal/Times Higher Education College Rankings.

## Absolvenți notabili
Printre absolvenți include miliardari 11; unu Judecător șef al Curții Supreme din SUA; 25 Senatorii din Statele Unite, 24 Guvernatorii Statelor Unite ale Americii și membrii 31 ai Camerei Reprezentanților din SUA.

Printre absolvenți se numără John Hay, Charles Evans Hughes, Janet Yellen, Ted Turner, John F. Kennedy Jr., John Krasinski, Laura Linney, și Emma Watson.

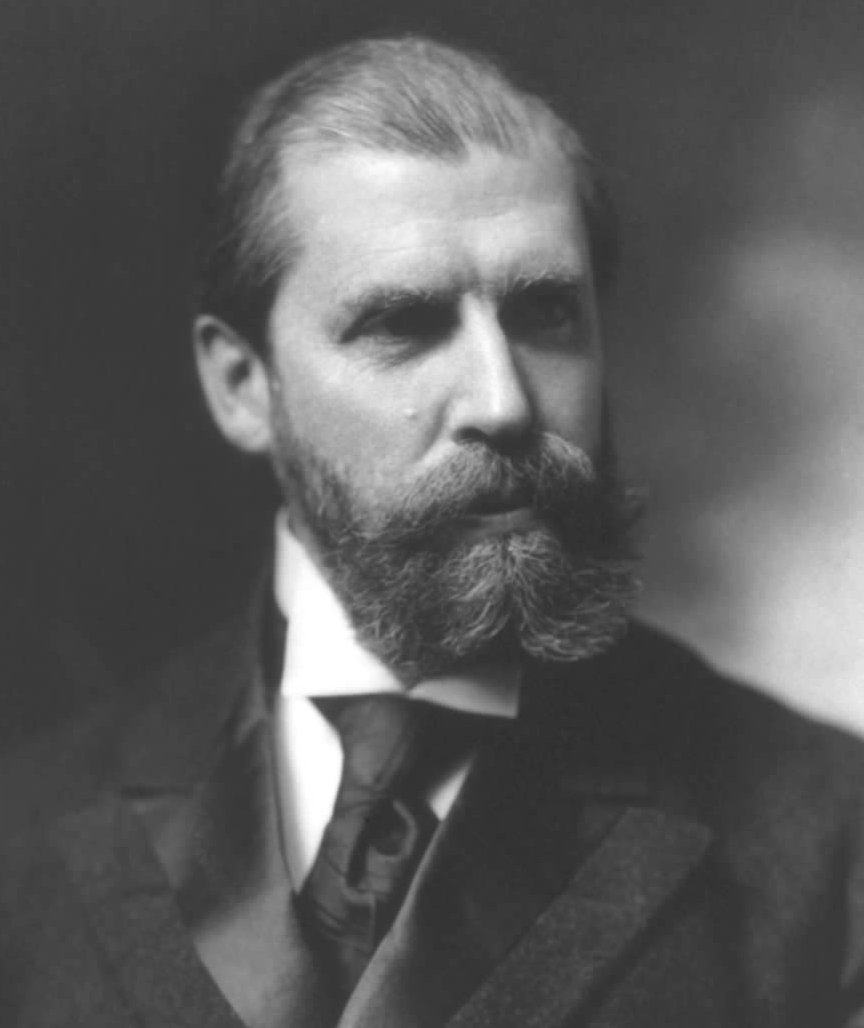
Charles Evans Hughes
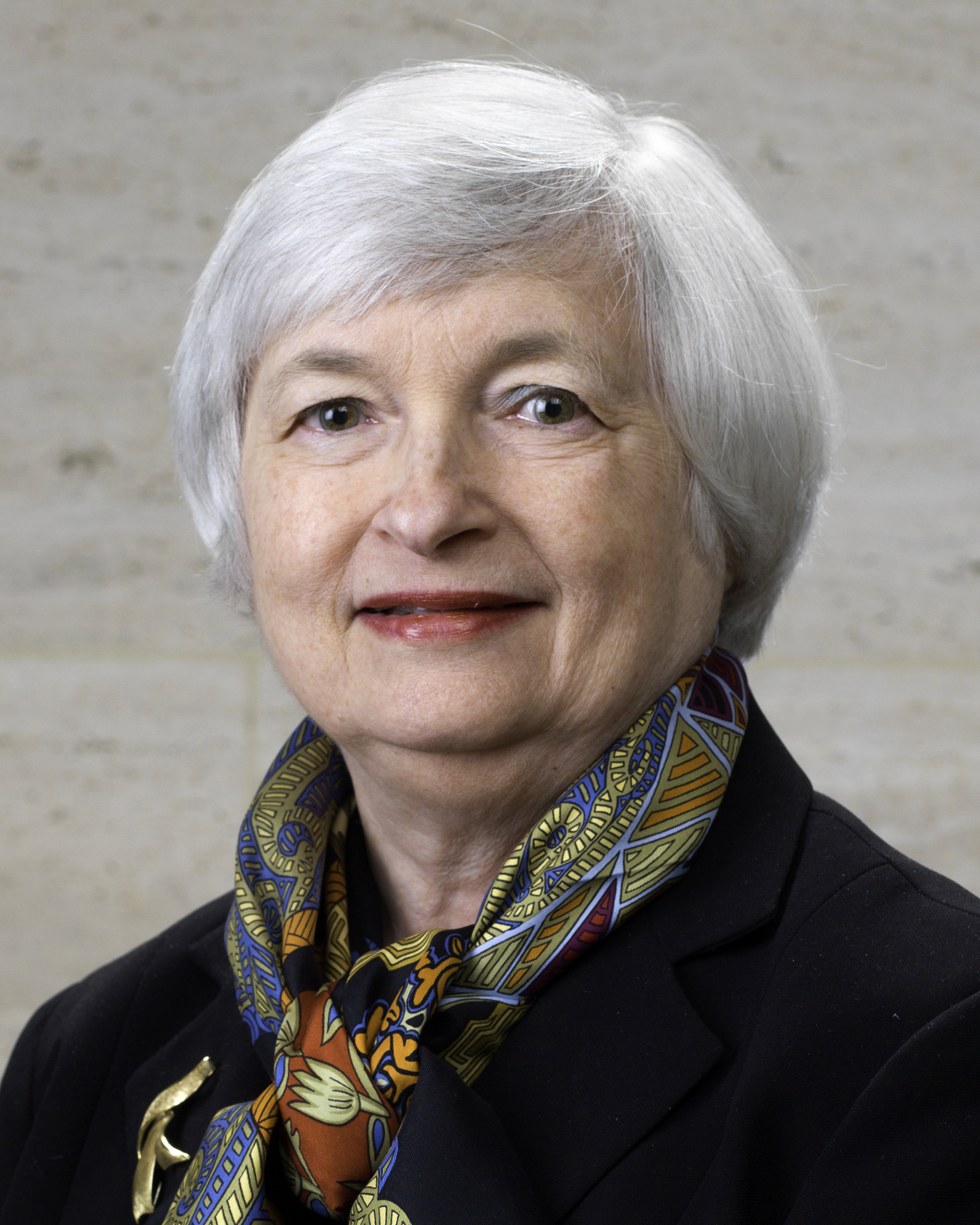
Janet Yellen
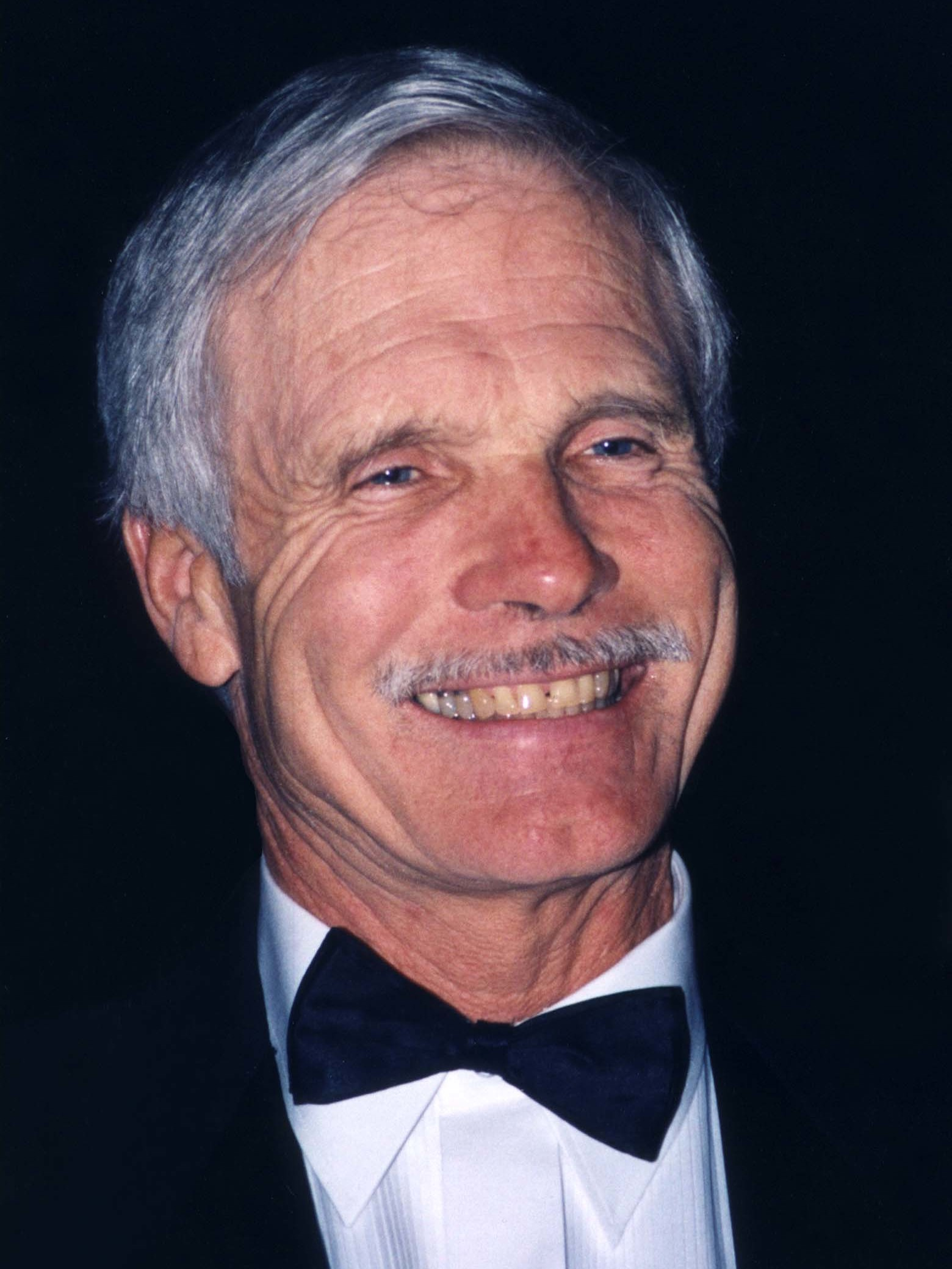
Ted Turner
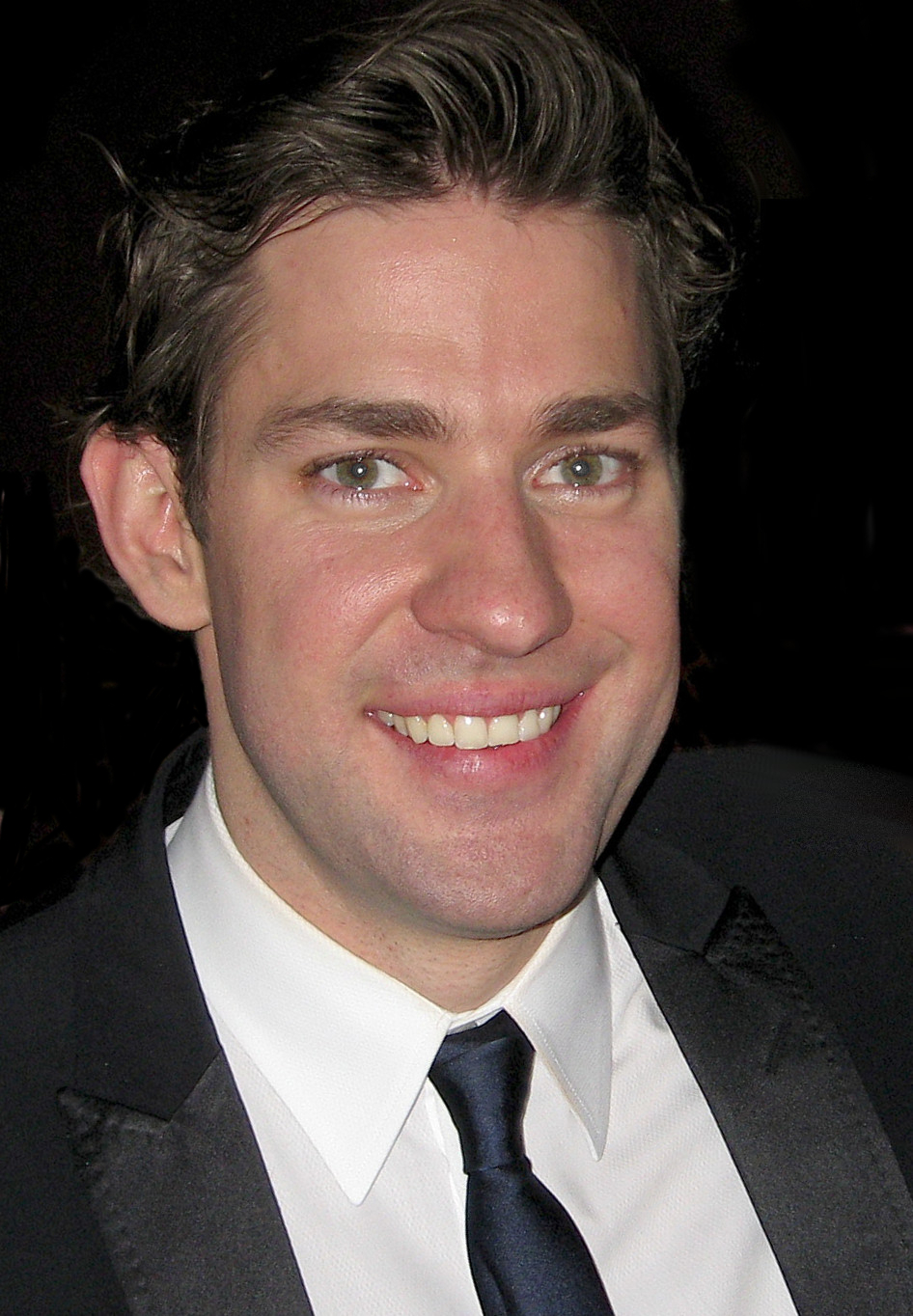
John Krasinski
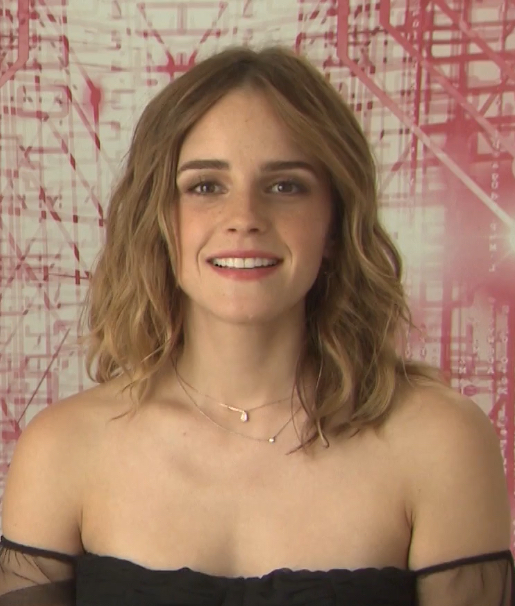
Emma Watson

## Referentias
1. ↑   https://www.brown.edu/Administration/News_Bureau/Databases/Encyclopedia/search.php?serial=S0090 Lipsește sau este vid: |title= (ajutor)
2. 1 2 3 4 5 6  Carnegie Classification of Institutions of Higher Education
3. 1 2  Integrated Postsecondary Education Data System
4. ↑  „Wall Street Journal/Times Higher Education College Rankings 2021” (în engleză). Times Higher Education (THE). 8 septembrie 2020. Accesat în 8 februarie 2021.